# THEMIS

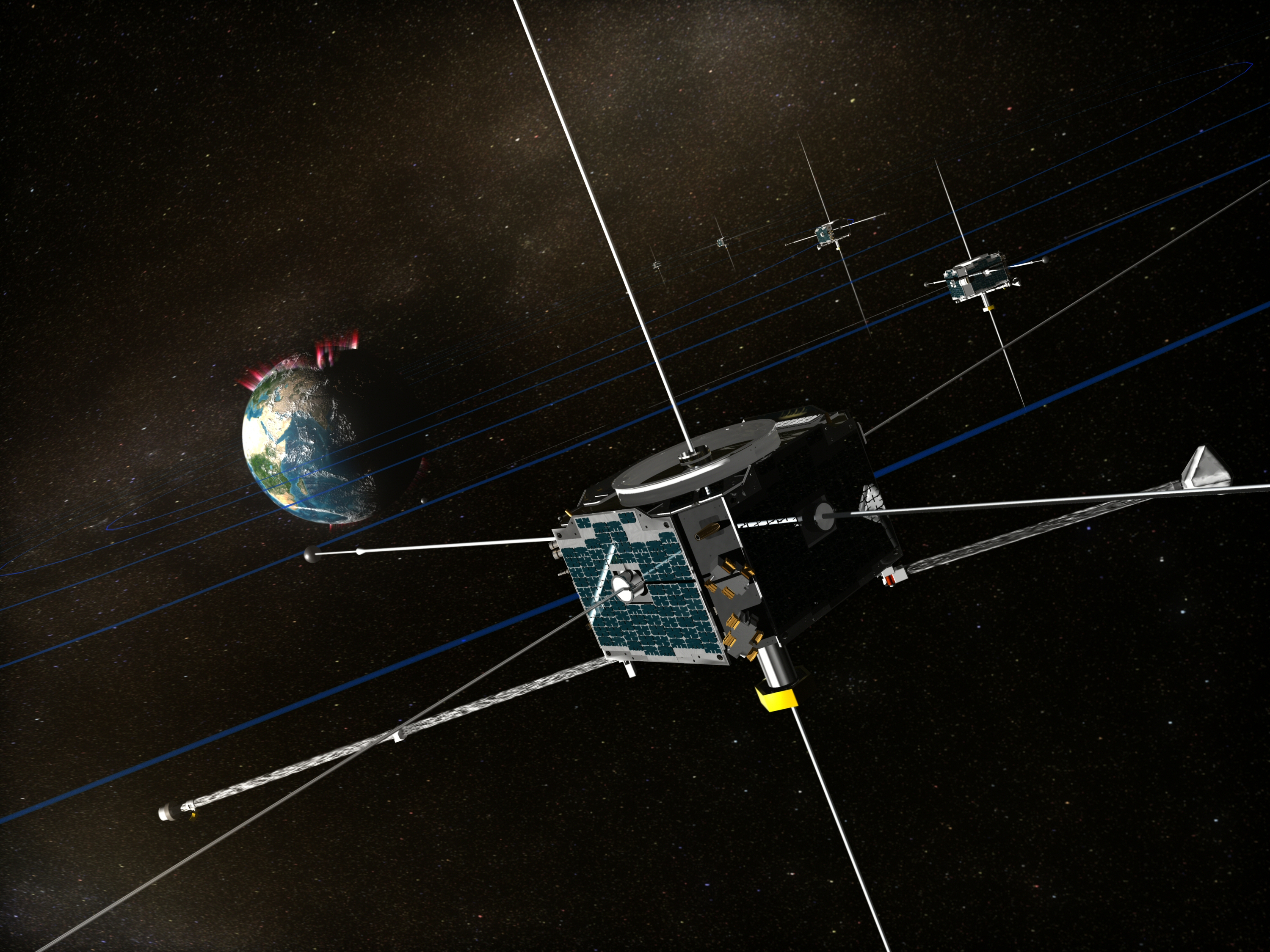
Künstlerische Darstellung von THEMIS im Orbit

THEMIS (Time History of Events and Macroscale Interactions during Substorms) ist ein NASA-Programm, das aus fünf kleinen Satelliten besteht, die die Teilstürme in der Magnetosphäre der Erde erforschen. Die auf zwei Jahre angelegte Mission wird erstmals detailliert den Weg der geladenen Teilchen des Sonnenwinds in der Erdatmosphäre untersuchen, um herauszufinden, was die Teilstürme auslöst und so die Polarlichter entstehen lässt. Nach dem Start erhielten die Satelliten die zusätzlichen Bezeichnungen Explorer 85–89.
Das THEMIS-Programm wird vom Goddard Space Flight Center der NASA geleitet, wobei die wissenschaftliche Projektführung beim Space Sciences Laboratory der University of California liegt. Die Gesamtkosten werden von der NASA mit 200 Millionen US-Dollar beziffert.
THEMIS wurde im Rahmen des Explorer-Programms der NASA am 20. März 2003 beschlossen. Zwei Wochen später erhielt die amerikanische Luft- und Raumfahrtfirma Swales Aerospace mit Sitz in Beltsville (Maryland) den Zuschlag als Hauptauftragnehmer der fünf Kleinsatelliten. Nach einer einjährigen Entwicklungsphase wurde im Juni 2004 mit dem Bau der Sonden sowie der Instrumente begonnen.
Die Trägerstruktur der Satelliten wurde von Swales an der US-Ostküste gebaut, während die University of California für Anpassung und Einbau der Instrumente verantwortlich zeichnete, nachdem diese von den jeweiligen Instituten angeliefert wurden. Ende November 2005 traf der erste Sondenkörper in Berkeley ein – sieben Monate später der letzte. Nach der Integration aller 25 Instrumente wurden die Satelliten vom Jet Propulsion Laboratory mehrere Wochen lang auf ihre Weltraumtauglichkeit getestet. Anschließend wurden die Flugkörper verpackt und zum Startort nach Florida gebracht, wo sie am 8. Dezember 2006 ankamen.

## Hintergrund
Obwohl der schwedische Physiker Anders Ångström 1867 nachweisen konnte, dass es sich bei den Polarlichtern um selbst leuchtendes Gas handelt und nicht um Lichtreflexionen, ist deren Ursprung noch immer nicht eindeutig geklärt. In der Wissenschaft gibt es zwei konkurrierende Modelle, wo genau die geomagnetischen Stürme entstehen, die das Naturschauspiel auslösen, und wie dabei die physikalischen Prozesse im Einzelnen aussehen.
Nach der CDM-Theorie (Current-Disruption Model) führt eine örtliche Instabilität im Plasma der sonnenabgewandten Seite in einem Abstand von etwa zehn Erdradien (57.400 km von der Erde entfernt) zu einer Unterbrechung im Schweifstrom der Magnetosphäre, die über die tagseitige Ionosphäre abgeleitet wird. Das führt zu einer „Verdünnungswelle“, die in einem Abstand von 25 Erdradien (153.072 km) zu einer plötzlichen Änderung in der Magnetfeldstruktur im Schweif – Rekonnexion genannt – führt.
Das NENL-Modell (Near-Earth Neutral Line) geht davon aus, dass in 25 Erdradien ein Rekonnexionsprozess einen Teilchensturm auslöst, der große Energiemengen in die innere Magnetosphäre transportiert. Diese werden dort in thermische Energie umgewandelt, die entlang der Plasmaschichtgrenze um die Erde geleitet wird. In der Schleife des Teilchensturms entstehen dabei die Ströme entlang der Feldlinien des Erdmagnetfeldes.
Mit THEMIS wird Grundlagenforschung betrieben, die auch Bezüge zum Leben auf der Erde hat. Denn die geomagnetischen Stürme in der Atmosphäre beschädigen Satelliten, stören Radio- und Fernsehübertragungen, lassen Stromnetze ausfallen – im März 1989 verursachte ein heftiger Sonnensturm innerhalb weniger Sekunden im Osten Kanadas einen Zusammenbruch der Energieversorgung, der die halbe Provinz Québec umfasste – und führen zu hohen Strahlendosen bei Flugzeuginsassen.

## Aufbau der Satelliten

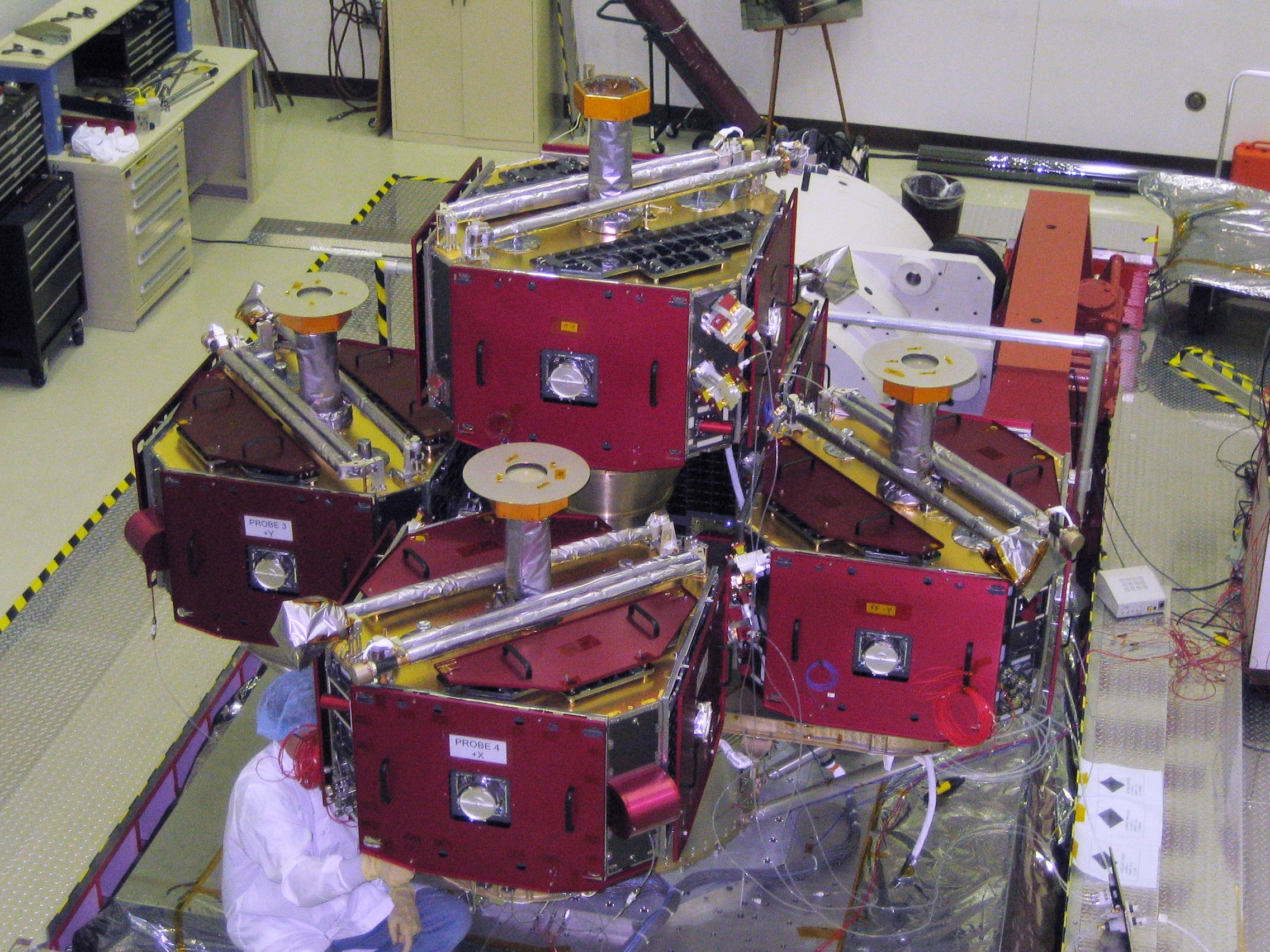
Die fünf Satelliten montiert an der Trägerstruktur

THEMIS besteht aus fünf baugleichen Satelliten, die mit fünf identischen Instrumenten bestückt sind. Jede Sonde hat eine Masse von 128 kg, wovon 26 kg auf die wissenschaftliche Ausrüstung entfallen, und ist mit 16/min spinstabilisiert. Die Energieversorgung geschieht über Solarzellen, die auf den Trabanten montiert sind.
Die Satelliten sind quadratische, flache Prismen, die mit insgesamt acht Antennen ausgestattet sind. Diese sind sehr lang, um zu verhindern, dass der Satellit selbst die Messungen beeinflusst: An allen vier Seiten der THEMIS-Trabanten befinden sich Wurfantennen, die durch die Fliehkraft gestrafft werden und an deren Enden Sensoren angebracht sind. Je zwei Antennen haben eine Länge von 20 m, das andere Paar von 25 m. Daneben gibt es zwei 3 m lange Teleskopantennen, die axial angeordnet sind. Diese sechs Antennen sind Teil des EFI-Instruments. Außerdem sind an zwei Ecken des Satelliten je ein Ausleger für das FGM (2 m) und das SCM (1 m) angebracht.

### Instrumente
- EFI (Electric Field Instrument): EFI beobachtet die Veränderungen im elektrischen Feld der Magnetosphäre. Das Instrument registriert die Unterschiede der elektrischen Spannung, die die verschiedenen Sensoren an den Spitzen der sechs Antennen messen und stellt so die räumliche Verteilung und Bewegungen der Felder fest. Durch Vergleich der Messungen aller fünf Satelliten ist es möglich, die genaue Ausdehnung der Felder zu ermitteln. EFI wurde von der University of California in Zusammenarbeit mit der University of Colorado entwickelt.[3]
- SCM (Search Coil Magnetometer): SCM ist ein Beitrag des französischen Centre des Environements Terrestre et Planétaires. Das Instrument hat eine Masse vom 2,0 kg und misst die räumlichen Schwankungen der magnetischen Felder. Die niederfrequenten Änderungen (unter 0,1 Hz) in der Magnetosphäre sollen eine wichtige Rolle bei der Entstehung der Teilstürme spielen.[4]
- FGM (Flux Gate Magnetometer): Mit einer Genauigkeit von 0,01 Nanotesla misst das FGM (Gesamtmasse 1,54 kg) die magnetische Flussdichte der Magnetosphäre, deren Veränderungen auf beginnende Teilchenstürme hinweisen. Als Sensor dienen zwei Ringkerne, die periodisch bis zur Sättigung magnetisiert werden. Registriert das FGM ein äußeres magnetisches Feld, wird dieses als „zweite Harmonische“ des Anregungssignals gemessen. Dieses Instrument wurde von deutschen Forschern gebaut. Das FGM wurde vom Institut für Geophysik und Extraterrestrische Physik der Technischen Universität Braunschweig unter der Leitung von Karl-Heinz Glaßmeier entwickelt und ist eine Weiterentwicklung der FGMs, die bereits erfolgreich auf Venus Express, Cluster, Cassini-Huygens, oder der Rosetta-Kometenmission (Orbiter und Philae-Lander) zum Einsatz kamen.[5]
- ESA (ElectroStatic Analyzer): ESA hat die Aufgabe, die Verteilung elektrisch geladener Partikel zwischen 3 eV und 30.000 eV zu messen. Dabei wird die Anzahl der Ionen und Elektronen sowie deren Richtung registriert. Die Wissenschaftler erhalten durch diese Parameter nicht nur Geschwindigkeit und Dichte des Plasmas, sondern auch dessen Temperatur. Durch Vergleiche mit den Messungen aller fünf ESA-Instrumente wird es möglich sein, den Mechanismus zu verstehen, der die Teilchenstürme auslöst. ESA wurde von der Space Physics Research Group am Space Sciences Laboratory entwickelt.[6]
- SST (Solid State Telescope): Dieses dritte Gerät der University of California, Berkeley, misst die genaue Dichte der elektrisch geladenen Partikel sowie die Richtung aus der sie auf die Sonde treffen. Das SST erfasst die Ionen- und Elektronenverteilung in der Umgebung der Sonde in einem Bereich zwischen 25 keV und 6 MeV. Diese Teilchen verfügen über ein höheres Energiepotential als die übrige dipolare Magnetosphäre und spielen eine wichtige Rolle bei der Erwärmung und Bewegung des Plasmas. Das Instrument besteht aus zwei nebeneinandermontierten SST-Geräten, von denen jedes mit drei Partikeldetektoren (gebaut vom Lawrence Berkeley National Laboratory) ausgestattet ist. Eine Seite des SST lässt über einen Magneten nur die positiv geladenen Ionen passieren, während eine Metallfolie auf der gegenüberliegenden Seite nur Elektronen durchlässt.[7]

## Erdgebundene Beobachtung
Ergänzt wird die THEMIS-Mission durch Beobachtungen von der Erde aus. Dazu wurden 20 Bodenstationen in Kanada (16) und Alaska (4) mit automatischen ASI-Kameras (All-Sky Imager) ausgerüstet. Diese sind in Glaskuppeln untergebracht und verfügen über hochempfindliche CCD-Fotosensoren sowie Fischaugenobjektive, so dass sie ein Blickfeld von Horizont zu Horizont haben. Alle drei Sekunden wird im sichtbaren Licht ein Schwarzweiß-Bild vom Himmel angefertigt.
Daneben wurden an 21 Standorten in Kanada und dem Norden der USA Flux Gate Magnetometer aufgestellt: zehn Geräte bei den ASI-Kameras und elf dieser sogenannten GMAG-Instrumente an Schulen. Die Magnetometer, deren Arbeitsweise den FGMs auf den Satelliten entspricht, sind eine Entwicklung der University of California in Los Angeles und messen die Störungen des bodennahen Erdmagnetfelds. So können Polarlichter nachgewiesen werden, auch wenn die ASI-Kameras wegen starker Bewölkung nichts aufzeichnen. Jeweils ein besonders geschulter Lehrer, der dazu an jährlich stattfindenden Seminaren teilnimmt, ist an seiner Schule für das GMAG verantwortlich. Dieser überwacht dessen Betrieb, plant projektbezogene Aktivitäten und wertet die Daten zusammen mit Schülern aus. Alle beteiligten Schulen, Lehrkräfte und Schüler sind im GEONS-Netz (Geomagnetic Event Observation Network by Students) zusammengeschlossen und tauschen ihre Erfahrungen und Ergebnisse untereinander über das Internet aus.

## Missionsverlauf

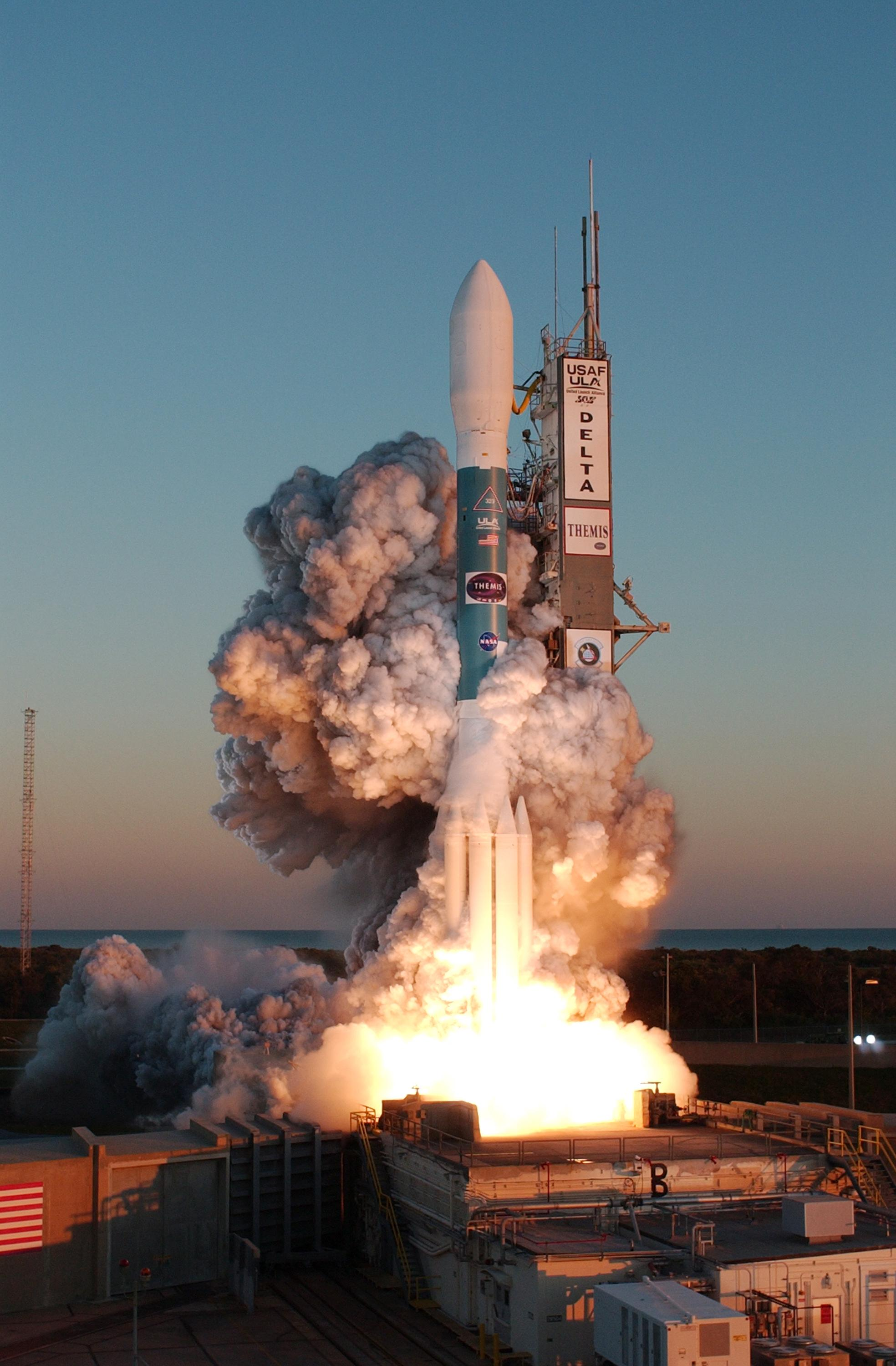
Start der THEMIS-Satelliten

Der Start erfolgte am 17. Februar 2007 um 23:01 UTC (zwei Tage bevor das von den Vereinten Nationen ausgerufene Internationale Heliophysikalische Jahr begann). Eine Delta-II-7925-10C-Rakete hob mit allen fünf THEMIS-Satelliten an Bord von Startrampe 17B der Cape Canaveral Air Force Station ab. Nie zuvor wurden so viele Forschungssatelliten mit einer einzigen Rakete in die Erdumlaufbahn gebracht.
Der anfängliche Orbit aller THEMIS-Sonden lag zunächst zwischen 1,073 und 14,697 Erdradien, entsprechend 470 km und 87.630 km über der Erdoberfläche, bei einer Bahnneigung von 15,7°. Damit war die Bahn im erdfernsten Punkt um 4.200 km niedriger als berechnet. Die einzelnen Satelliten tragen keine Eigennamen, sondern sind von A bis E durchbuchstabiert.
Um zu verhindern, dass die vier zum EFI-Instrument gehörenden Wurfantennen ineinander geraten während sie ausgerollt wurden, verringerte die Bodenkontrolle die Umdrehungsrate der Satelliten. Dazu wurde Ende Februar 2007 die Frequenz von 16/min für zwei Tage um 5/min reduziert. Nach Abschluss des Manövers wurde die Rate kurzzeitig auf 20/min erhöht, damit sich die Wurfantennen vollständig entfalten konnten.
Die erste wissenschaftliche Bewährungsprobe des gesamten THEMIS-Systems fand nur fünf Wochen nach dem Start statt: Am 23. März 2007 ereignete sich über dem nordamerikanischen Kontinent ein Teilchensturm, dessen Dynamik die Forscher überraschte. Die Nordlichter, die zwei Stunden lang sowohl von den Satelliten als auch von den Bodenkameras beobachtet wurden, bewegten sich doppelt so schnell wie erwartet – die Leuchterscheinungen zogen mit einer Geschwindigkeit von 15 Längengraden pro Minute westwärts. Vassilis Angelopoulos, der wissenschaftliche Leiter des THEMIS-Programms an der University of California, erklärte, dass sich der Teilchensturm völlig unerwartet verhalten habe. Die freigewordene Energie entsprach nach Schätzungen Angelopoulos’ einem Erdbeben der Stärke 5,5.
Mit Hilfe der THEMIS-Satelliten konnte die Existenz von magnetischen Bändern nachgewiesen werden. Am 20. Mai beobachteten die THEMIS-Trabanten ein magnetisches Band, dass etwa 65.500 km über der Erdoberfläche lag und eine Ausdehnung von rund 13.000 km hatte. Die Bänder bilden sich in diesem Magnetopause genannten Gebiet, wo der Sonnenwind auf das Magnetfeld der Erde trifft. Andere Satelliten hatten bereits Hinweise auf diese ineinander verdrehten Magnetfelder geliefert, konnten jedoch keine verlässlichen Daten über dessen Struktur sammeln.
Die THEMIS-Satelliten entdeckten im Juni 2007 zwei temporäre Löcher in der Erdmagnetosphäre.

## Flugphasen
Die zweijährige Mission teilt sich in mehrere Abschnitte auf: Zunächst wurden die Satelliten getestet, die Experimente aktiviert (damit wurde fünf Tage nach dem Start begonnen) und geeicht. Der offizielle Wissenschaftsbetrieb wurde mit der „Coast Phase“ am 1. Juli 2007 aufgenommen.

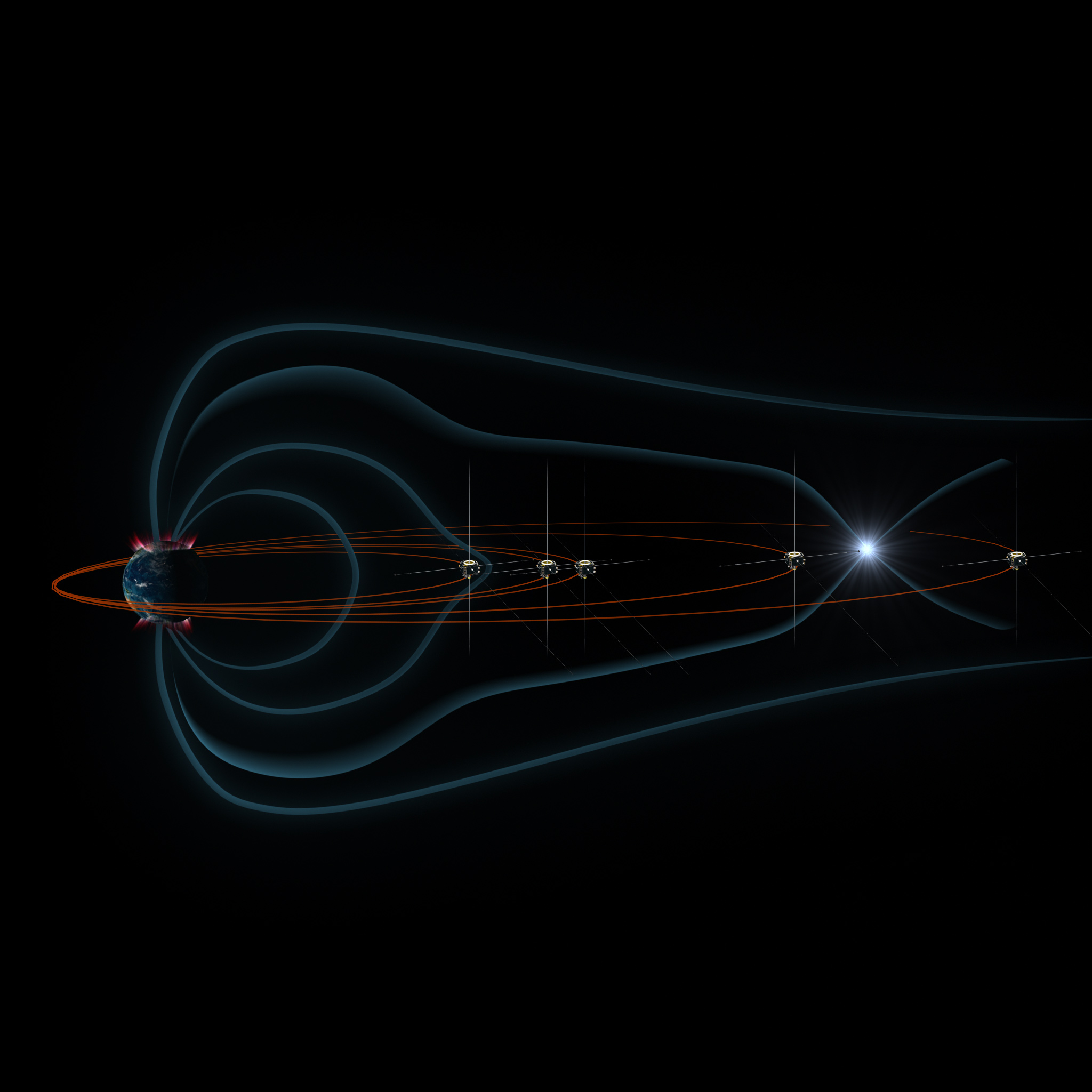
Die Umlaufbahnen der THEMIS-Satelliten

Ab September 2007 wurden die Umlaufbahnen der fünf Sonden geändert. Während der erdnächste Punkt unverändert bleibt, unterscheiden sich die endgültigen Orbits im erdfernsten Punkt (Apogäum) erheblich voneinander: ein Satellit hat sein Apogäum bei 10 Erdradien (57.400 km), zwei bei 12 Radien (70.160 km), der vierte hat eine erdfernste Position von 20 Erdradien (121.180 km) und der letzte eine von 30 Radien (184.960 km). Da alle fünf Satelliten baugleich sind, wurde erst während dieser Positionierungsphase entschieden, welche Sonde auf welcher Bahn fliegt.
Am 4. Dezember 2007 begann die „Tail Science Phase“. Vier Monate lang wurden Daten im Schweif der Magnetosphäre gesammelt. Dazu befinden sich die THEMIS-Satelliten im Erdschatten während sie ihre erdfernsten Punkte durchlaufen.
Mitte April 2008 werden die Bahnen des Satellitenquintetts so geändert, dass sie ihren Apogäumspunkt im 90°-Winkel des Sonne-Erde-Systems erreichen. Ihre stark elliptischen Orbits sind dabei acht Wochen lang in ihrer Längsachse entlang der Umlaufrichtung der Erde um die Sonne angelegt.
Den Abschluss bildet die „Dayside Science Phase“, die sich von Juni bis Oktober 2008 erstreckte. Wie bei einer Sonnenfinsternis sind die Längsachsen der Satellitenbahnen so ausgerichtet, dass alle Sonden bei Erdferne zwischen Erde und Sonne stehen.
Die Flugbahnen sind so gewählt, dass sich alle fünf Satelliten jeden vierten Tag für rund 15 Stunden in der verlängerten Sonne-Erde-Linie befinden. Dadurch ist es möglich, abgestimmte Messungen an den beiden Punkten durchzuführen, die für die Entstehung der geomagnetischen Teilstürme verantwortlich sein sollen.

## Erweiterte Mission
Im Mai 2008 wurde die Mission bis 2012 verlängert. THEMIS B und THEMIS C wurden unter dem Namen ARTEMIS P1 und P2 zu Erde-Mond Librationspunkten manövriert.
Ziel der Mission ist die Erforschung des Weltraumwetters.
2010 wurde ein bisher unbekanntes Naturphänomen, ein Weltraumbeben, entdeckt.
Am 27. Juni 2011 trat ARTEMIS P1 in einen exzentrischen Mondorbit ein, ARTEMIS P2 folgte am 17. Juli 2011.